# Musin-Puškin
Musin-Puškin era una famiglia nobile russa.

## Storia
Michail Puškin, soprannominato Musa, era il fondatore. Nella prima metà del XVII secolo, alcuni esponenti Musin-Puškin erano governatori di piccole città.
Aleksej Semënovič Musin-Puškin, diplomatico in Inghilterra e in Svezia, ricevette il titolo di conte da Caterina II.

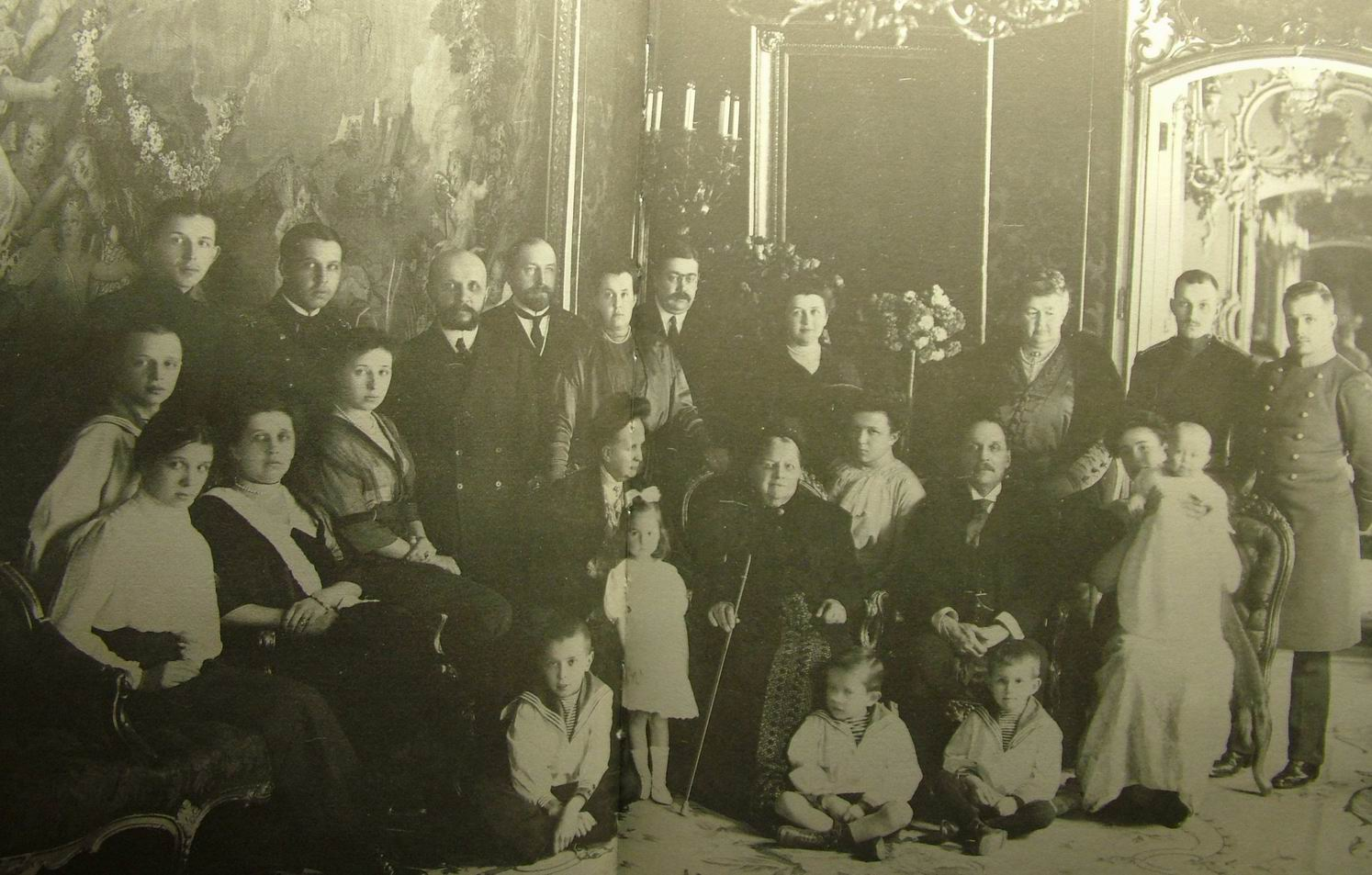
La famiglia Musin-Puškin, alla vigilia della prima guerra mondiale.

## Membri
Il primo ramo:
- Ivan Alekseevič (1660-1729)
- Platon Ivanovič (1698-1745)
- Valentin Rachmanov (1735-1804)
- Apollo Epafroditovič (?-1771)

Il secondo ramo:
- Aleksej Ivanovič (1744-1817)
- Ivan Alekseevič (1783-1836)
- Vladimir Alekseevič (1798-1854)
- Aleksandr Ivanovič (1827-1903)
- Vladimir Vladimirovič (1870-1923)
- Aleksandr Alekseevič (1855-1918)
- Vladimir Alekseevič (1868-1918)

Il terzo ramo:
- Aleksej Semënovič (1730-1817)
- Pëtr Klavdievič (1765-1834)
- Semën Aleksandrovič (1858-1907)